# Radziwiłł-Palast (Jadwisin)

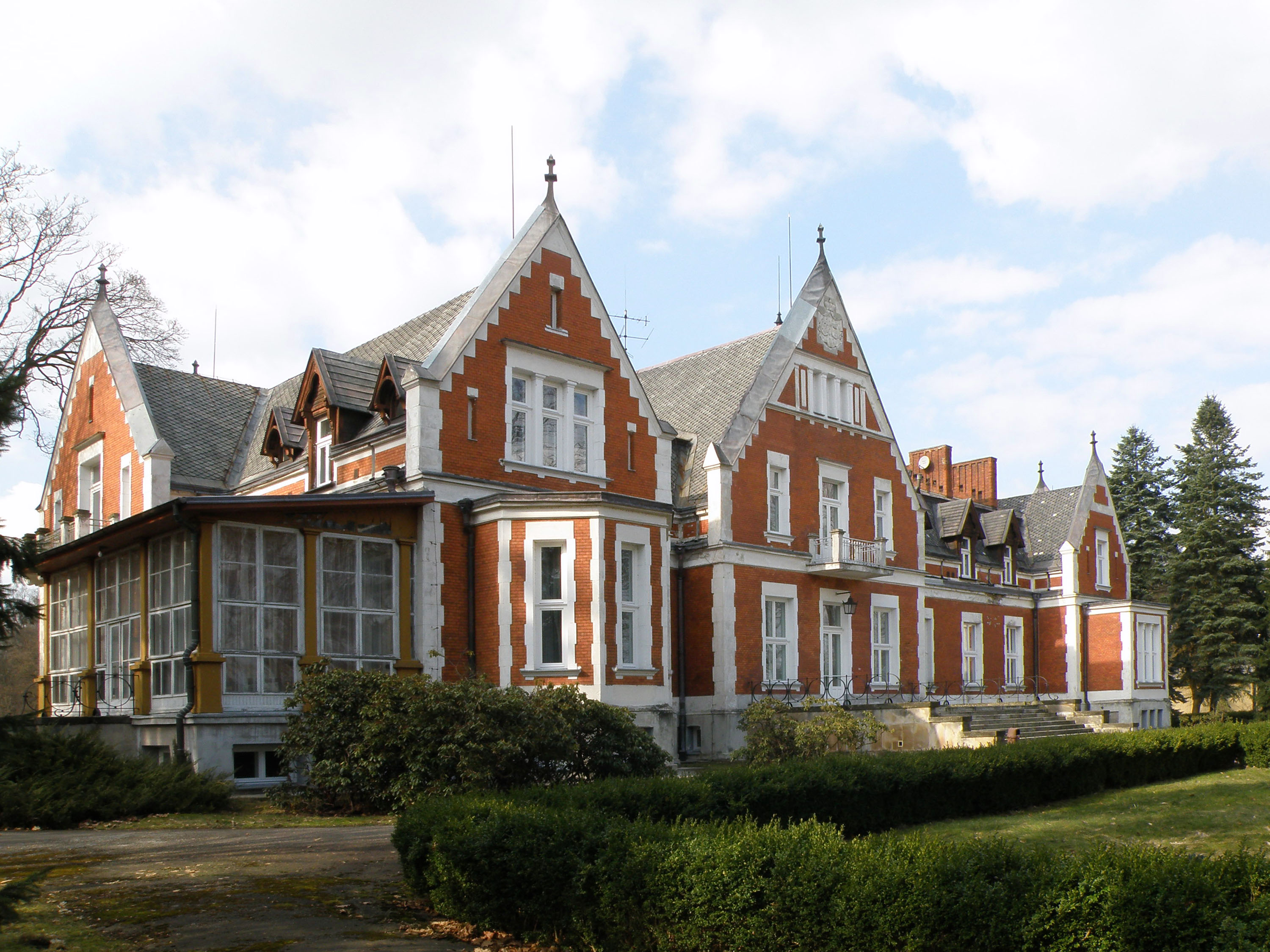
Rückseite zum See

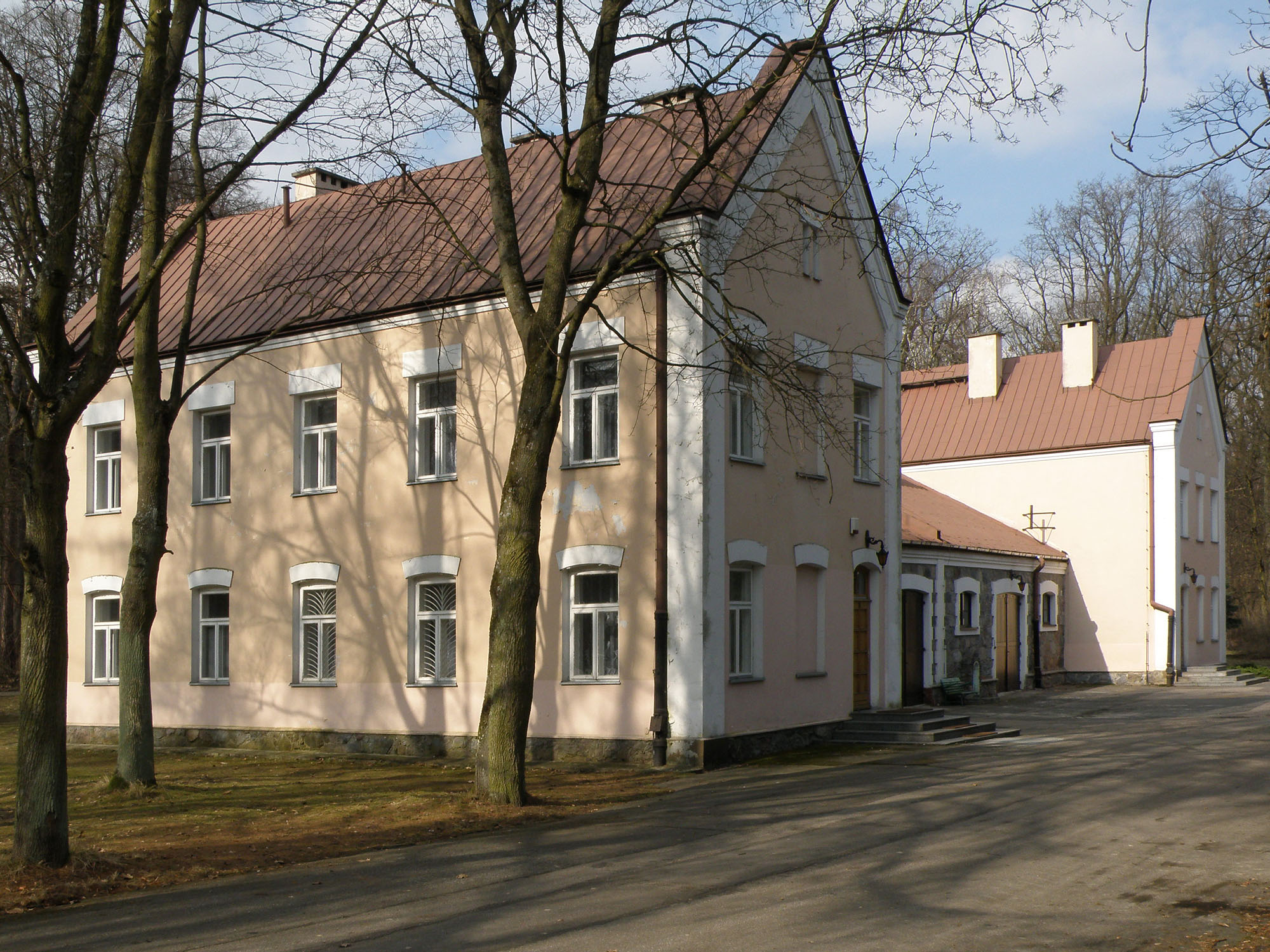
Nebengebäude

Der Radziwiłł-Palast in Jadwisin ist eine ehemalige Magnatenresidenz, die sich heute im Eigentum des polnischen Staates befindet und zu Konferenzzwecken genutzt wird. Das im ausgehenden 19. Jahrhundert entstandene Gebäude liegt etwa 50 Meter vom Westufer des Narew entfernt, der hier seit 1963 den Zegrze-Stausee bildet, und ist eingebettet in einen rund 100 Hektar großen Wald, der unter Naturschutz steht.

## Geschichte
Der Palast wurde nach einem Entwurf von François Arveuf in dem damaligen Serocker Wald in den Jahren 1896 bis 1898 errichtet. Bauherr war das Ehepaar Maciej Radziwiłł und Jadwiga, geb. Krasińska, den bis dahin bewohnten Palast im benachbarten Zegrze im Rahmen der Anlage der Festung Zegrze an das russische Militär hatten verkaufen müssen. Der heute für das damals zum Palast gehörende Dorf verwendete Name Jadwisin entstand aus dem Vornamen der Palasteigentümerin. Maciej Radziwiłł entstammte der Radziwiłł-Linie der Grafen von Szydłowiec und Połoneczce; er war ein Bruder des Fürsten Konstanty Radziwiłł.

### Familie Konstanty Radziwiłł
Seit 1927 bis zum Ausbruch des Zweiten Weltkriegs lebte Konstanty Mikołaj Radziwiłł mit seiner Frau Maria, geb. Żółtowska im Palast. Das Ehepaar hatte drei Söhne: Krzysztof (* 1928), Jan (* 1930) und Albert (* 1931). Zu Kriegsbeginn zog Maria Radziwiłłowa mit ihren Kindern nach Warschau. Den Palast besetzten deutsche Truppen. Konstanty Radziwiłł, der den polnischen Widerstand unterstützte, wurde verhaftet und in das Gefängnis nach Pułtusk verbracht. Dort verblieb er bis zum 19. März 1940. Nach erneuter Verhaftung wurde der Offizier der Polnischen Heimatarmee (Pseudonym “Korab”) am 14. September 1944 in der Kaserne von Zegrze nach Folterung ermordet. Seine Leiche wurde erst 1969 in einem nahegelegenen Wald entdeckt und durch seine Witwe anhand eines Schmuckstückes identifiziert. Während des Krieges wurden im Schlosspark gefallene Soldaten deutscher wie polnischer Einheiten beigesetzt.

### Nachkriegszeit
Nach dem Krieg ging das Anwesen zunächst in die Hände des polnischen Ministeriums für Bildung (poln. Ministerstwo Oświata) über. Ab 1960 wurde es zum Erholungsheim der Kanzlei des Ministerrates (poln. Ośrodek Szkoleniowo-Wypoczynkowy Kancelarii Prezesa Rady Ministrów). Das Anwesen wurde entsprechend umzäunt und abgesichert. Auch wurde das Gebäude mehrfach umgebaut. Später wurde der Name der Anlage in Gospodarstwo Pomocnicze Kancelarii Prezesa Rady Ministrów geändert. Heute steht das Ensemble der Allgemeinheit zur Veranstaltung von Konferenzen oder Schulungen offen. Teilweise dient es auch als Hotel für Touristen.
Im Jahr 2006 reichte Albert Hieronim Radziwiłł, Sohn und Erbe des letzten Eigentümers, vor dem Warschauer Bezirksgericht (poln. Sądu Okręgowego w Warszawie) Klage auf die Rückgabe des Anwesens ein. Das Gericht entschied im Jahr 2010, dass die Enteignung nach dem Krieg, die auf einem Dekret zur Neuordnung ländlichen Grundbesitzes vom 6. September 1944 beruhte, im vorliegenden Fall nicht hätte ausgeführt werden dürfen, da es sich bei den rund 100 Hektar Grundbesitz des Anwesens um Wald und nicht um vom Dekret betroffene landwirtschaftlichen Flächen gehandelt habe. Der Besitz ist den Erben zurückzuerstatten.

## Architektur
Die Residenz ist im Stil der französischen Neorenaissance gehalten, einer in Warschau und seiner Umgebung nur selten verwendeten Stilform. Für masowische Landsitze ist das Gebäude besonders außergewöhnlich. Es steht auf einem unregelmäßigen Grundriss, ist unterkellert und verfügt über ein Erdgeschoss sowie ein ausgebautes Dachgeschoss. An der Vorderseite befindet sich ein zweigeschossiger, quadratischer Turm. Das Fundament ist aus Feldsteinen gemauert.
Die Außenwände sind mit rotbraunem Klinkerstein verkleidet; Ecken, Friese und Fensterrahmen wurden weiß verputzt. Das Gebäude verfügt an der Vorderfront über zwei, zum Park hin über drei Dreiecksgiebel. An der dem Fluss zugewandten Seite befindet sich im mittleren Dreiecksgiebel eine Kartusche mit den Wappen der Familien Radziwiłł (Adler) und Krasiński (Rabe auf Hufeisen). Das Mansarddach verfügt über hölzerne und mit Giebeln versehene Gauben und ist mit grauen Blechschuppen gedeckt.